# Zdeslav Vrdoljak
Zdeslav Vrdoljak, född 15 mars 1971 i Split, Kroatien, SFR Jugoslavien
är en kroatisk vattenpolospelare.
Vrdoljak ingick i Kroatiens landslag vid olympiska sommarspelen 1996 och 2008.
Vrdoljak gjorde fem mål i den olympiska vattenpoloturneringen i Atlanta där Kroatien tog silver. I matchen mot Ukraina gjorde han två mål. I den olympiska vattenpoloturneringen i Peking slutade Kroatien på sjätte plats. Vrdoljaks målsaldo i turneringen var tre mål.
Vrdoljak tog VM-guld i samband med världsmästerskapen i simsport 2007 i Melbourne.